# Thomas Lumley-Saunderson, III conte di Scarbrough
Thomas Lumley-Saunderson, III conte di Scarbrough (1691 – 15 marzo 1752) è stato un ufficiale e politico inglese.

## Biografia
Nato Thomas Lumley, era il terzo figlio di Richard Lumley, I conte di Scarbrough, e di sua moglie, Frances Jones.

### Carriera
Entrò nell'esercito nel 1714, divenne colonnello del reggimento dei dragoni di Tyrrell nel 1715 e un tenente colonnello nel reggimento di Lord Hinchinbroke di fanteria nel 1717. È stato Direttore del Consiglio del Ducato di Lancaster (1716–1731) e inviato in Portogallo (1722–1724).
Lumley è stato deputato per Arundel (1722–1727) e per Lincolnshire (1727–1740), quando ha ereditato i titoli alla morte del fratello maggiore. Nel 1723, ha assunto il cognome aggiuntivo di Saunderson dopo aver ereditato la tenuta del cugino materno, James Saunderson, I conte di Castleton. Dal 1726-1727, Era un scudiero di Federico, Principe di Galles, di Giorgio II (1727–1730) e tesoriere del Principe di Galles (1738–1751).

### Matrimonio
Sposò, il 27 giugno 1724, Lady Frances Douglas-Hamilton (?–30 dicembre 1772), figlia di George Hamilton, I conte di Orkney. Hanno avuto cinque figli:
- Richard Lumley-Saunderson, IV conte di Scarbrough (1725–1782);
- George (?–11 dicembre 1739);
- Lady Anne (?–1807);
- Lady Frances (?–1796), sposò Peter Ludlow, I conte Ludlow, ebbero sei figli;
- Lady Harriet (?–6 novembre 1747).

### Morte
Morì il 15 marzo 1752.